# Harry Lange
Harry Hans-Kurt Lange (Eisenach, 7 de diciembre de 1930 – 22 de mayo de 2008) fue un diseñador de producción y director artístico alemán.

## Biografía
Lange nació en Turingia que, después de la Segunda Guerra Mundial, formó parte de la Alemania del Este. Lange cruzó la frontera hacia la frontera occidental para estudiar arte en la Alemania del Oeste, antes de marchar hacia los Estados Unidos en 1951. Una vez allí, Lange comenzó a trabajar en publicidad. Durante la Guerra de Corea, Lange trabajó para el ejército estadounidense, ilustrando manuales de vuelo.
Por este trabajo, comenzó a trabajar en la Army Ballistic Missile Agency y dirigió proyectos para la NASA, trabajando en diseños de naves espaciales junto a Wernher von Braun. Mientras estaba en la NASA, Lange conoció al escritor Arthur C. Clarke, que le presentó al director de cine Stanley Kubrick. Kubrick ofreció a Lange un trabajo en su productora, utilizando su experiencia en diseño astronáutico para producir auténticos diseños de utilería y escenografía para un proyecto en el que estaban trabajando Kubrick y Clarke, titulado "Journey to the Stars". El proyecto pasó a llamarse
2001: Una odisea en el espacio (2001: A Space Odyssey) (1968), y el equipo de diseño, donde se incluye a Lange, fueron nominados al Óscar al mejor diseño de producción, que perdió ante Oliver!. Lange y su equipo, por contra, ganaron el BAFTA al mejor diseño de producción.
Aunque es conocido sobre todo, por 2001, Lange trabajó en varias películas conocidas durante su carrera. Fue el director artístico de la serie James Bond Moonraker, y fue el asesor de astronautas en Superman II. También trabajó en las tres primeras entregas de Star Wars, como director artístico en El imperio contraataca (por la que fue nominado al Óscar al mejor diseño de producción) y el El Retorno del Jedi respectivamente. También trabajó en la primera entrega de la Guerra de las Galaxias, aunque su trabajo no sale acreditado. También trabajó como diseñador de producción en dos películas de Jim Henson: El Gran Golpe de los Teleñecos (The Great Muppet Caper) (1981) y Cristal oscuro (1982). También fue diseñador de producción en el film de los Monty Python El sentido de la vida.

## Premios y distinciones
Premios Óscar
| Año  | Categoría                  | Película                                       | Resultado |
| ---- | -------------------------- | ---------------------------------------------- | --------- |
| 1969 | Mejor diseño de producción | 2001: Una odisea en el espacio                 | Nominado  |
| 1983 | Mejor dirección de arte    | Star Wars: Episodio V - El Imperio contraataca | Nominado  |